# خون‌آشام (فیلم ۱۹۵۷)
«خون‌آشام» (انگلیسی: The Vampire) فیلمی در ژانر ترسناک است که در سال ۱۹۵۷ منتشر شد.